# پاگو
پاتریشیا رهدر گالوائو (با نام مستعار پاگو) (۹ ژوئن ۱۹۱۰ – ۱۲ دسامبر ۱۹۶۲) نویسنده، شاعر، نمایشنامه‌نویس، روزنامه‌نگار و مترجم برجسته برزیلی بود که سهم قابل توجهی در جنبش مدرنیستی برزیل ایفا کرد. پاگو علاوه بر فعالیت‌های ادبی، از نظر سیاسی نیز فردی فعال محسوب می‌شد و در دهه ۱۹۳۰ با حزب کمونیست برزیل ارتباط نزدیکی داشت.

## زندگی
پاتریشیا رهدر گالوائو، معروف به پاگو، در یک خانواده چندفرهنگی با ریشه‌های پرتغالی، اسپانیایی و آلمانی متولد شد. او زنی پیشرو و مترقی بود که از معیارهای اخلاقی و اجتماعی زمان خود فراتر رفت. در سن ۱۵ سالگی، با نام مستعار پتسی همکاری خود را با روزنامه معروف براس ژورنال آغاز کرد.
پاگو در سال ۱۹۲۸ تحصیلات متوسطه خود را در مدرسه عادی سائوپائولو به پایان رساند و به جنبش آوانگارد Movimento Antropofágicoپیوست که تحت تأثیر چهره‌های برجسته‌ای مانند اسوالد دی آندراده و تارسیلا دو آمارال قرار داشت. نام مستعار پاگو را شاعر رائول باپ به او داد که شعری با عنوان کوکو دو پاگو را به وی تقدیم کرده بود. پاگو در سال ۱۹۲۸ تحصیلات متوسطه خود را در مدرسه عادی سائوپائولو به پایان رساند و به جنبش آوانگارد Movimento Antropofágico پیوست که تحت تأثیر چهره‌های برجسته‌ای مانند اسوالد دی آندراده و تارسیلا دو آمارال قرار داشت. نام مستعار پاگو را شاعر رائول باپ به او داد که شعری با عنوان کوکو دو پاگو را به وی تقدیم کرده بود.
در سال ۱۹۳۰، پاگو با اسوالد دی آندراده ازدواج کرد که پیش از آن از تارسیلا جدا شده بود. در همان سال، رودا د آندراد، اولین فرزندشان متولد شد. هر دوی آنها به مبارزان فعال حزب کمونیست برزیل تبدیل شدند و روزنامه سیاسی O Home do Povo (مرد مردم) را تأسیس کردند که تنها هشت شماره منتشر شد و سپس توسط پلیس سائوپائولو توقیف گردید. پاگو در این روزنامه ستون A Mulher do Povo (زن مردم) را می‌نوشت و کمیک‌استریپ Malakabeça, Fanika e Kabeluda را طراحی می‌کرد.

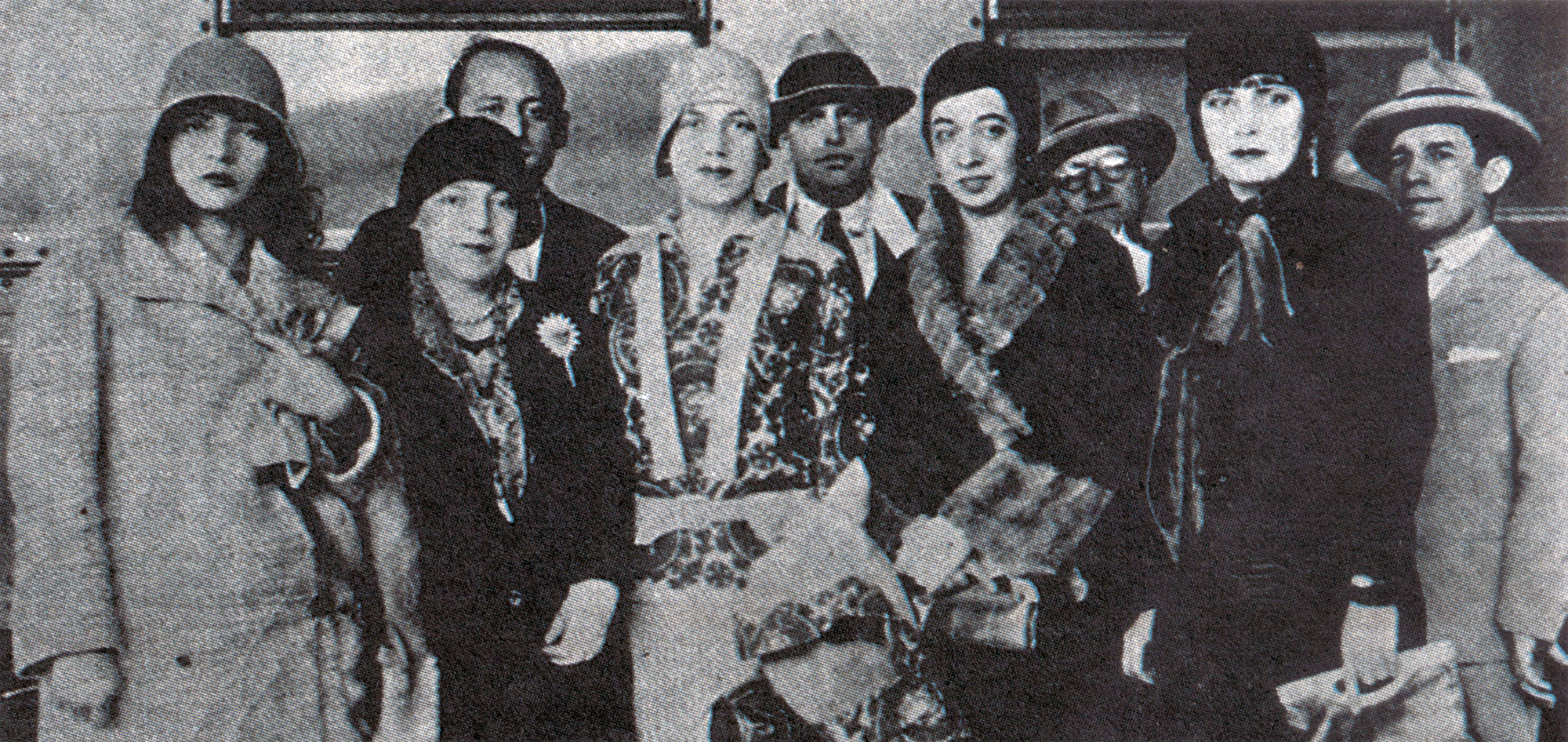
از چپ به راست: پاگوُ السی لساُ تارسیلا دو آمارالُ آنیتا مالفاتی و اوجینا آلوارو موریرا در حدود سال ۱۹۲۸

در سال ۱۹۳۱، پاگو به دلیل مشارکت در اعتصاب کارگران بندر سانتوس دستگیر شد که اولین مورد از ۲۳ بازداشت او در طول زندگی‌اش بود. پس از این بازداشت، رمان Parque Industrial (پارک صنعتی) را با نام مستعار مارا لوبو منتشر کرد.
در سال ۱۹۳۵، او به عنوان یک کمونیست خارجی با هویت جعلی در پاریس دستگیر و به برزیل بازگردانده شد. پس از کشمکش‌های فراوان، از آندراده جدا شد و فعالیت روزنامه‌نگاری خود را از سر گرفت. اما بار دیگر توسط رژیم دیکتاتوری گتولیو وارگاس دستگیر و شکنجه شد و به مدت پنج سال زندانی گردید. در این مدت، پسرش توسط آندراده بزرگ شد. پس از آزادی در سال ۱۹۴۰، او از حزب کمونیست فاصله گرفت و به سوسیالیسم تروتسکیستی گرایش پیدا کرد. او به همراه جرالدو فراز، ماریو پدروسا (منتقد هنری)، هیلکار لیته و ادموندو مونیز به روزنامه A Vanguarda Socialista پیوست.
پاگو با جرالدو فراز ازدواج کرد و در ۱۸ ژوئن ۱۹۴۱، دومین پسرش به نام جرالدو گالوائو فراز متولد شد. او به همراه همسر و دو فرزندش به خانه‌ای جدید نقل مکان کرد. در همین دوران، به «چین» سفر کرد و اولین دانه‌های سویا را که بعدها در برزیل معرفی شد، با خود به همراه آورد.
در سال ۱۹۴۵، پاگو رمان A Famosa Revista (مجله معروف) را به همراه همسرش منتشر کرد. او در انتخابات ۱۹۵۰ ناموفق بود و نتوانست به عنوان نماینده ایالتی انتخاب شود.
در سال ۱۹۵۲، او به مدرسه هنرهای دراماتیک سائوپائولو رفت و نمایش‌های خود را به سانتوس برد. او در ارتباط با تئاتر آوانگارد، ترجمه‌ای از نمایشنامه خواننده طاس اثر «یونسکو» را ارائه داد. همچنین نمایش Fando et Lis اثر فرناندو آرابال را ترجمه و کارگردانی کرد. او اشعاری از نویسندگانی مانند گیوم آپولینر را نیز ترجمه نمود. پاگو به عنوان یک چهره فرهنگی تأثیرگذار در سانتوس، استعدادهای جوانی مانند «پلینیو مارکوس» (بازیگر و نمایشنامه‌نویس) و ژیلبرتو مندس (آهنگساز) را پرورش داد و به ویژه به حمایت از گروه‌های تئاتر آماتور پرداخت
در حالی که به عنوان منتقد هنری فعالیت می‌کرد، به سرطان مبتلا شد. برای درمان به پاریس سفر کرد، اما درمان موفقیت‌آمیزی نداشت. پاگو که ناامید و به شدت بیمار بود، اقدام به خودکشی کرد، اما موفق نشد. در این دوران، او جزوه‌ای با عنوان حقیقت و آزادی نوشت که در آن از درد و رنج خود سخن گفت: گلوله‌ای پشت سر، بین لنت‌های گاز و خاطرات از هم پاشیده شد. او به برزیل بازگشت و در ۱۲ دسامبر ۱۹۶۲ بر اثر بیماری درگذشت.

## ادبیات
پاگو رمان‌های Parque Industrial (۱۹۳۳) را با نام مستعار مارا لوبو منتشر کرد که به عنوان اولین رمان پرولتری برزیل شناخته می‌شود. همچنین رمان A Famosa Revista (۱۹۴۵) را به همراه جرالدو فراز نوشت. Parque Industrial در سال ۱۹۹۴ توسط کنت دیوید جکسون به انگلیسی ترجمه و توسط انتشارات دانشگاه نبراسکا در ایالات متحده منتشر شد. نسخه اسپانیایی این رمان نیز در سال ۲۰۱۶ با ترجمه مارتین کمپس (استاد دانشگاه اقیانوس آرام) عرضه شد.
او همچنین داستان‌های پلیسی را با نام مستعارKing Shelter نوشت که ابتدا در مجله Detective به سردبیری نلسون رودریگز (نمایشنامه‌نویس مشهور) چاپ شد و بعدها در مجموعه‌ای با عنوان Safra Macabra (۱۹۹۸) گردآوری گردید.
پاگو در کارهای خود، همراه با گروه‌های تئاتر، آثار نویسندگان بزرگی مانند جیمز جویس، اوژن یونسکو، فرناندو آرابال و اکتاویو پاز را که تا آن زمان در برزیل ناشناخته بودند، معرفی و ترجمه کرد.
یکی از مشهورترین آثار او، رمانParque Industrial (۱۹۳۳) است که نگاهی عمیق به مسائل اجتماعی و اقتصادی برزیل در دوره پس از جنگ جهانی اول دارد. این رمان زندگی سه زن جوان را در دهه ۱۹۳۰ روایت می‌کند، زمانی که محیط کار برای زنان بسیار خشن و تبعیض‌آمیز بود. مارکسیسم در سراسر این رمان به عنوان یک موضوع محوری مطرح است و بازتابی از واقعیت‌های جامعه آن زمان برزیل محسوب می‌شود.
این رمان با صحنه‌های تکان‌دهنده‌ای همراه است، مانند اخراج یکی از شخصیت‌های زن به دلیل بارداری و سپس زندانی شدن او به جرم کشتن نوزادش. همچنین داستان زنی را روایت می‌کند که با ازدواج با مردی ثروتمند به نام آلفردو (حامی مارکسیسم) از فقر نجات می‌یابد. سومین شخصیت اصلی، یک رهبر کمونیست است که با آلفردو درگیر می‌شود. این سه دیدگاه متفاوت، تصویری جامع از زندگی در سائوپائولو دهه ۱۹۳۰ ارائه می‌دهد. Parque Industrial بازتابی از مبارزات شخصی پاگو به عنوان یک زن روشنفکر در برزیل اوایل قرن بیستم است و یکی از آثار ماندگاری است که نام او را در تاریخ ادبیات برزیل جاودان کرده است

## تصاویر فرهنگی
در سال ۱۹۸۸، زندگی پاگو در فیلم Eternamente Pagu به کارگردانی نورما بنگل (اولین فیلم او) به تصویر کشیده شد. کارلا کاموراتی نقش اصلی این فیلم را بازی کرد.
همچنین آهنگی با عنوان پاگو توسط ریتا لی و زلیا دانکن ساخته شده است که به زندگی و میراث این زن مبارز و هنرمند ادای احترام می‌کند.

## در ادامه مطلب
Bocskay, Stephen. “Carnaval é para os outros: sexo, classe e a condição feminina em Parque Industrial de Patrícia Galvão” Chasqui 50.1 (2021).